# توماس كارليل
توماس كارليل (بالإنجليزية: Thomas Carlyle، م. 4 ديسمبر 1795 - 5 فبراير 1881) كاتب إسكتلندي وناقد ساخر ومؤرخ. وكان لأعماله تأثير كبير بالعصر الفكتوري، وهو من عائلة كالفينية صارمة أملت أن يصبح واعظاً إلا أنه فقد إيمانه بالمسيحية أثناء دراسته بجامعة إدنبرة ومع ذلك بقيت القيم الكالفينية تلازمه طوال حياته. جعل تآلف المسحة الدينية مع فقدان الإيمان بالمسيحية التقليدية أعمال كارليل تبدو جذابة لعديد من الفكتوريين المناهضين للتغيرات السياسية والعلمية التي هددت حسبهم نظام الحياة الاجتماعي.

## نشأته

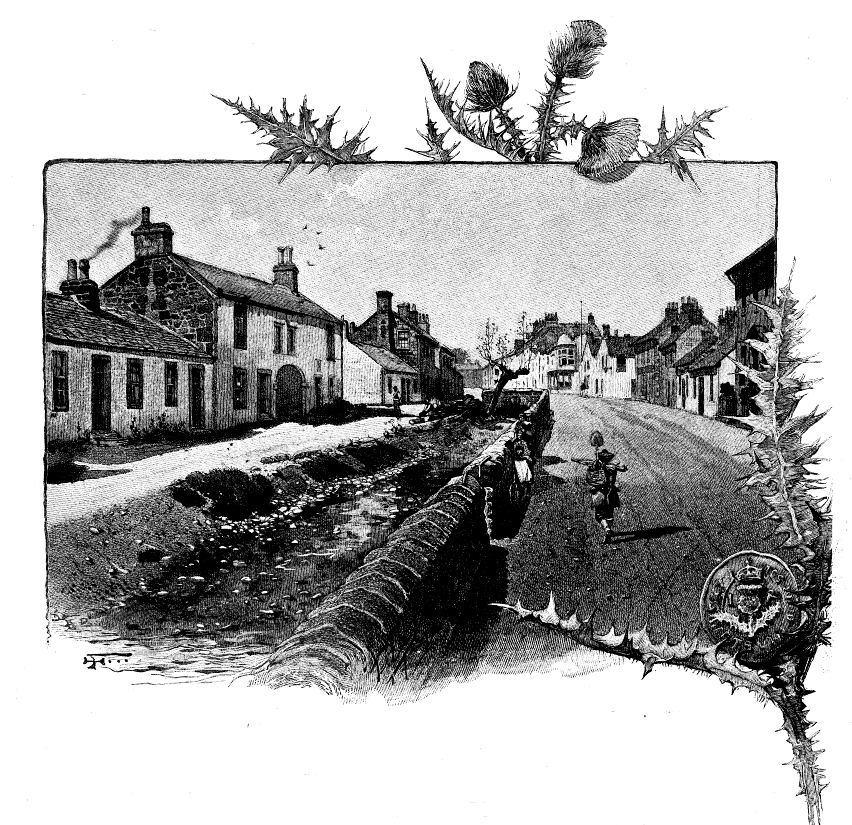
مسقط رأس توماس كارليل.

ولد توماس كارليل في 4 ديسمبر 1795 لوالدين فقيرين، كان يحب الطبيعة ويحب القراءة، كان طفلا ذكياً جداً فلذلك أصروا والديه على إرسال إبنهما إلى أكاديمية أنَن. وقد ظهر تفوق كارليل منذ البداية، حتى إذا أكمل الخامسة عشرة دخل جامعة إدنبرة وتخرج منها ليعمل مدرساً للرياضيات، وفي هذه الفترة تعرف على إدوارد إيرفنغ (بالإنجليزية: Edward Irving).
وفي عام 1819، عاد كارليل إلى جامعة إدنبرة لدراسة القانون، ثم شرع بدراسة الأدب الألماني، وقد تأثر بفلسفة المثالية الألمانية أيما تأثر، وقد صبَّ جام اهتمامه على أعمال الفيلسوف الألماني جوهان جوتليب فيخته. كما أنه خصَّ نفسه بالأدب الألماني بكتابة سلسلة من المقالات في مجلة فرايزر حيث ترجم عن مؤلفين ألمان ولاسيما يوهان فولفغانغ فون غوته ليكون ذلك بداية لحياته الأدبية الحافلة، وكما ترجم عن حياة الشاعر الألماني فريدرش شيلر عام 1823.
وفي عام 1826 تزوج من جين ويلش الأديبة التي التقى بها في عام 1821 أثناء دارسته الفكر الألماني.
أقام شطراً كبيراً من حياته في مزرعة كريجنبوتك في اسكتلندا وكان ذلك في عام 1828. وحيث كتب العديد من أعماله وكما أنه ترجم جزءًا من حياته فيها.
كتب توماس كارليل في مزرعة كريجنبوتك بعضاً من مقالاته المتميزة. وقد نشأت بينه وبين كاتب المقالات الأمريكي رالف والدو إمرسون صداقة عميقة، وفي عام 1834 انتقل كارليل إلى جزء من شاليسا ألا وهي منطقة في لندن حيث عرف هناك بحكيم شاليسا وأصبح عضو في دائرة الادب التي كانت تضم العديد من كتاب المقالات ومنهم لي هنت وجون ستيوارت ميل.
في لندن، كتب كارليل عن الثورة الفرنسية كتاب تاريخ عبارة عن مجلدين يضم بين دفتيه دراسة تاريخية تهتم باضطهاد الفقراء وقد حقق الكتاب نجاحاً مبهراً. وكانت هذه بداية كتابته التي توالت من بعدها الأعمال العديدة التي كتبها في لندن.

## مؤلفاته

### كتاباته الأولى
بحلول عام 1821، ابتعد كارليل عن الكتابة الدينية وتركزت أعماله على الشؤون الحياتية. ولدت أول محاولة روائية له كرثرز وجونسون (بالإنجليزية: Cruthers and Jonson). ولكن كانت ولادتها متعسرة. وتلت هذه المحاولة ترجمة رواية الأديب الألماني غوته سنوات تدريب فيلهلم مايستر (بالإنجليزية: Wilhelm Meister's Apprenticeship).
اهتزت لديه الثقة وانعدمت في شكل الرواية الواقعية وهكذا عمل على تطوير شكل جديد من الخيال الروائي. بالإضافة، عمل على كتابة مقالات عن الأدب الألماني، وتشعبت مقالاته إلى نطاق أوسع ودون تعليقات بشأن الثقافة الحديثة في مقالته المؤثرة رموز وخصائص صحيفة التايمز.

### الأبطال وعبادتهم
وكتاب الأبطال وعبادتهم دراسة أدبية وتاريخية للبطولة، اختار كارليل لعرضها وتحليلها أرقى النماذج الإنسانية; البطل معبوداً في شخص أودين المعبود الإسكندينافي الأسطوري، والبطل نبياً في شخص النبي محمد، والبطل شاعراً في شخص دانتي أوشكسبير، والبطل راهباً في شخص مارتن لوثر زعيم الإصلاح الديني وجون نوكس زعيم المطهرين، والبطل كاتباً وأديباً في شخص صمويل جونسون وروسو وبرنز، والبطل ملكاً وحاكماً في شخص كرومويل ونابليون الذي كان معاصراً لكارليل.
ويبدو من هذا العرض السريع لكتاب الأبطال وعبادتهم أن كارلايل لم يستطع أن يختار بطلاً واحداً في مجال واحد، فقسم البطولة في ذلك المجال بين شخصين أو أكثر، باستثناء البطل إلهاً أسطورياً أودن والبطل نبياً محمد.

## من أقواله
- اجعل من نفسك شخصا نزيهاً وسوف تتأكد من أن عدد الأوغاد في العالم قد نقص واحدا
- ليس من تاج بلا نصر، وليس من نصر بلا معركة، وليس من معركة بلا عدو.
- الصمت أكثر فصاحة من الكلمات
- السؤال الحقيقي في كل مجالات الحياة ليس ما نربحه، بل ما نفعله.
- العزلة محصلة بؤس المرء.
- لم يسبق لأربعة عيون أن شاهدوا شبحا.
- بدايةُ كل معرفة قلبٌ محِبّ.
- ليس من أفظع من نشاط بلا رؤيا.
- كل عمل نبيل كان في البداية مستحيلا.
- شخص بلا هدف مثل سفينة بلا دفة.
- التاريخ ليس سوى عصارة الإشاعات
- يمكنني القول إن أعظم الأخطاء هو أن يكون المرء غير مدرك للأخطاء التي يرتكبها.
- عَلِّم ببغاءً كلمتي العرض والطلب وسيكون عندك عالم اقتصادي.
- الضحك من امتيازات العقل، وذلك لأنه قاصر على الجنس البشري.
- لا أمل في أن تجعل الناس سعداء من خلال السياسة.
- الشجاعة التي نريدها ونُكافئ عليها ليست شجاعة الموت بطريقة مشرفة، بل شجاعة الحياة برجولة.
- البارعون جيدون، لكنهم ليسوا الأفضل.
- ليس شغلنا الشاغل رؤية ما لا يظهر بوضوح على مسافة كبيرة منا، بل فعل ما يوجد واضحا بين يدينا.
- ليس للاقتناع قيمة إذا لم يتحول إلى سلوك.
- لا يعيش أي عظيم دون جدوى، فتاريخ العالم ليس إلا سردا لحيوات العظماء.
- مملكتي ليست ما أملكه، بل ما أفعله.
- أرني الرجل الذي تبجّله، وسأعرف من أنت
- العبقرية قدرة غير محدودة على احتمال بذل الجهد.
- أفضل تأثير لكتاب ما هو أن يدفع القارئ للعمل من تلقاء ذاته.
- لا بد أن العلم قد نبع من الإحساس بأن هناك خطأ ما.
- فضل الأصالة ليس في الجدة، بل في الإخلاص.
- كل رأي جديد كان في بدايته مقتصرا على شخص واحد فقط.
- الموهوب يرى النقطة الرئيسية ويترك بقية النقاط كفائض.
- فقير هو الخيال إذا كان عليه أن يفارق الفهم
- المعركة التي لا تنتهي هي معركة الإيمان في مواجهة الإنكار.
- فلتذهب إلى أقصى مدى يمكنك رؤيته، وعندما تصل إلى هناك فسوف يكون بإمكانك الرؤية لمدى أبعد.
- لا أؤمن بالحكمة الجماعية للجهل الفردي.
- الاحتمال صبر مُرَكَّز.
- ما نكونه يعتمد على ما نقرؤه بعد أن يفرغ كل الأساتذة من تعليمنا؛ فمجموعة من الكتب أفضل جامعة على الإطلاق.
- الإقناع والإيمان هما ملوك العالم، لا القوة الغاشمة.
- الإنسان حيوان مستخدم للأدوات، فبدون الأدوات ليس له أي قيمة، وبالأدوات تكتمل قيمته.
- يُظهر التاريخ أن أغلب من قاموا بعمل عظيم قد قضوا حياتهم في عزلة.
- الأنانية منبع وملخص كل الأخطاء وبواعث الشقاء.
- العيون الضعيفة أكثر من يحب الأشياء اللامعة.
- الصمت عميق كالأبدية، أما الحديث فسطحي كالزمن.
- !يرى القلب دوما قبل أن يرى العقل.
- إذا كان ما فعلته ظالما فقد فشلت.
- !يوجد في الكتب روح كل الأزمنة الماضية.
- لا يمكن لأي أغلال حديدية أو أي قوة خارجية من أي نوع أن تجبر روح أحد على الإيمان أو الكفر
- ليس من إثبات لقلة شأن شخص ما أكبر من كفره بالرجال العظماء.
- لا يبني الثقة بالنفس واحترامها مثل الإنجاز
- طوبى لمن وجد عمله، فليس عليه أن يطالب بأي نعم أخرى.
- الأصالة شيء دائما ما نحض عليه، ودائما ما نختلف معه.
- التفكير أبو العمل.
- لا تكن عبدا للكلمات.
- العقل القوي دائم الأمل، ولديه دائما ما يبعث على الأمل.
- الحديث إنساني، والصمت إلهي، لكنه وحشي وميت، لذا علينا تعلم كليهما.
- الكتابة عمل فظيع، لكنها ليست في مثل فظاعة البطالة.
- العالم جمهورية من العناصر المتوسطة، وكذلك كان دوما.
- لا يمكن للمرء أن يصنع حذاءً بإتقان إلا إذا صنعه بإخلاص.
- يعيش المرء بالإيمان بشيء ما، لا بالجدال في أشياء كثيرة.
- لا تبدأ النجمة الخالدة بالتألق إلا مع اشتداد الظلمة.
- قل للمرء إنه شجاع وسوف تساعده على أن يصبح كذلك.
- من يمتلك الصحة يمتلك الأمل، ومن يمتلك الأمل يمتلك كل شيء.
- السرية عنصر في كل أشكال الخير، فحتى الفضيلة والجمال غامضان.
- الحاجة تتخلى عن الذوق.
- الحرب خلاف بين لِصَّين جبانين لدرجة تمنعهما من خوض معركتهما.
- التعجب أساس العبادة.
- الرأي العام أكبر كذبة في تاريخ العالم.

## وفاته

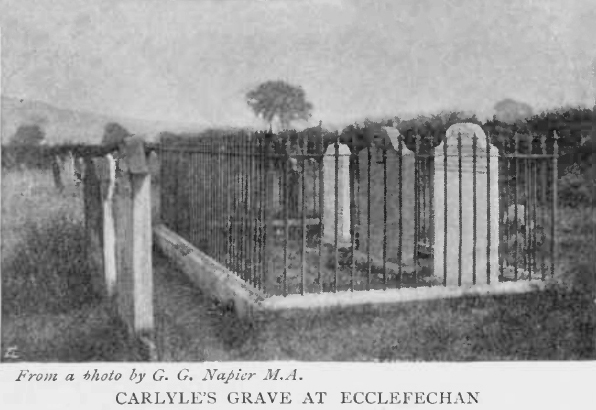
قبر توماس كارليل.

توفي توماس كارليل في 5 فبراير 1881 في لندن وكانت أمنيته أن يدفن بجانب والديه في مسقط رأسه اكلفيشن.

## وصلات خارجية
- توماس كارليل على موقع الموسوعة البريطانية (الإنجليزية)
- توماس كارليل على موقع ميوزك برينز (الإنجليزية)
- توماس كارليل على موقع إن إن دي بي (الإنجليزية)

أعمال توماس كارليل على مشروع غوتنبرغ
من مقالة للدكتور راغب السرجاني:
http://islamstory.com/ar/توماس-كارليل-الابطال-رسول-الله
(6) توماس كارلايل: كتاب الأبطال ص71
(12) توماس كارلايل: كتاب الأبطال ص76